# Старая Сюнь
Старая Сюнь — водоток в России, рукав реки Сюнь. Протекает вдоль границы Илишевского района Башкортостана и Актанышского района Татарстана. Отделяется от реки Сюнь севернее деревни Тыннамасово. Течёт на запад и впадает в реку Белую севернее села Актаныш. Устье водотока находится в 66 км по левому берегу реки Белая. Длина водотока составляет 15 км.

## Данные водного реестра
По данным государственного водного реестра России относится к Камскому бассейновому округу, водохозяйственный участок реки — Кама от Воткинского гидроузла до Нижнекамского гидроузла, без рек Буй (от истока до Кармановского гидроузла), Иж, Ик и Белая, речной подбассейн реки — бассейны притоков Камы до впадения Белой. Речной бассейн реки — Кама.
Код объекта в государственном водном реестре — 10010101412111100026843.